# Petruskapel (Spay)
De Petruskapel (Duits: Peterskapelle) is een rooms-katholiek godshuis in Spay, een plaats in de Duitse deelstaat Rijnland-Palts. Het betreft zeer waarschijnlijk een oorspronkelijk romaans bouwwerk, dat omstreeks 1300 in gotische stijl werd verbouwd. In de kapel zijn belangrijke muurschilderingen uit de eerste helft van de 14e eeuw bewaard gebleven.
Sinds 2002 maakt de Petruskapel deel uit van het UNESCO-werelderfgoed "Bovenloop van het Midden-Rijndal".

## Geschiedenis
Het aan de apostel Petrus gewijde kerkgebouw werd voor het eerst in 1237 gedocumenteerd, toen de voormalige adellijke eigenkerk werd overgedragen aan het cisterciënzer klooster Eberbach te Eltville am Rhein.
In 1656 valt de kerk met het inmiddels uitgebreide patrocinium van de apostelen Petrus en Paulus in het bezit van het Martinusstift te Worms. In die tijd werd na van verwoestingen tijdens de Dertigjarige Oorlog het nieuw altaar gewijd. De kapel werd in de Franse tijd in 1804 een nevenkerk van de parochiekerk Sint-Lambertus en tot 1810 voor de eredienst gebruikt. Daarna volgde een periode van verval.
In 1886 werden de eerste sporen van gotische muurschildering ontdekt. Na de restauratie van de kapel vanaf 1919 werden de fresco's in 1931-1932 blootgelegd en gerestaureerd. Meer muurschilderingen kwamen in de jaren 1950 tevoorschijn.
De kapel werd in 1980 als beschermd monument geregistreerd en in 1985 volgden uitgebreide maatregelen voor de instandhouding van het kerkgebouw. In 1996 werden de muurbeschilderingen gereinigd en geconserveerd.

## Beschrijving
De aan de zuidelijke rand van de plaats gelegen kapel betreft een zaalkerk met een vlakke zoldering van 15 meter lang en 6 meter breed. Het gebouw is nagenoeg geheel beschilderd met vroeggotische fresco's. Het koor met een 5/8 afsluiting heeft net als het rechthoekige koortravee  een kruisribgewelf.

## De muurschilderingen
Tussen de beide vensters aan de noordelijke muur bevindt zich een voorstelling van de heilige Christoffel, die als 3 meter hoge reus wordt afgebeeld met op zijn schouder Christus in de gestalte van een kind. Aan diens zijde staan twee aanmerkelijk kleinere figuren, één met een zwaard (links) en de ander met een hellebaard (rechts). Naast het rechter venster is boven de heilige Catharina van Alexandrië met de attributen van haar martelaarschap, het zwaard en het rad, afgebeeld. Daaronder staan twee figuren, de linker ervan draagt een hellebaard.
Op de tegenoverliggende zuidelijke muur bevindt zich een voorstelling van het Jongste Gericht.  In het midden troont Christus als rechter van de mensheid op een regenboog met in Zijn mond twee zwaarden. Op de uitgestrekte handen en op de voeten zijn de wonden van Zijn lijden te herkennen. Rechts van Hem knielt Maria. Naast haar keren de zaligen zich naar het Hemelse Jeruzalem. Ter linkerzijde knielt Johannes voor Christus, met achter hem een duivel die met een vork de verdoemden naar de hel drijft, waar ze door een andere duivel worden opgewacht. De scène daaronder verbeeldt de opstanding der doden die als kleine, naakte figuren uit hun graven klimmen en de grafdeksels ter zijde leggen. Vier op trompet blazende engelen, twee in het midden en twee op de randen van de scène, kondigen het wereldgerecht aan. De daaronder afgebeelde lijdensgeschiedenis bleef slechts gedeeltelijk bewaard en begint ten westen van het nevenportaal met het verraad van Judas en de gevangenname van Christus. Te midden van de soldaten met harnassen uit de vroege 14e eeuw is de verrader Judas te herkennen, die Jezus op de rechterwang kust. Onder de galerij zijn nog fragmenten van de kruisopname, de geseling en kruisiging behouden.
De westelijke muur bevat nog de vage contouren van een kruisafname. Op de noordelijke muur van de galerij is een voorstelling te zien van het wegen van de zielen. De linker waagschaal is met stenen gevuld en vijf duivels proberen de schaal naar beneden te trekken. In de rechter schaal zit een klein, naakt persoon die zwaarder weegt. Of de figuur naast de waag valt te duiden als de aartsengel Michaël dan wel Christus zelf, is onduidelijk. Naast deze scène is de heilige Martinus geschilderd, die op zijn paard zit en zijn mantel met een bedelaar deelt.
Op de zuidelijk zijde van de galerij wordt het Jongste Gericht voortgezet. Hier is het portaal van de hel te zien, waarin de verdoemden branden in het vuur. Een dubbelkoppige duivel met nog slechts één oog klampt zich vast aan een zuil.
In het koor zijn de twaalf apostelen afgebeeld. Bij de restauratie in de jaren 1950 werden de namen niet geheel correct toegevoegd. Boven de triomfboog wordt links de aanbidding van de drie koningen voorgesteld. Maria en Jezus zijn nog slechts gedeeltelijk te zien. Waarschijnlijk betreft de ridder met schild en wapenveld met een wit kruis op rechterzijde de heilige Joris. Net als Sint-Catharina en Sint-Christoffel behoort Sint-Joris tot de veertien noodhelpers.

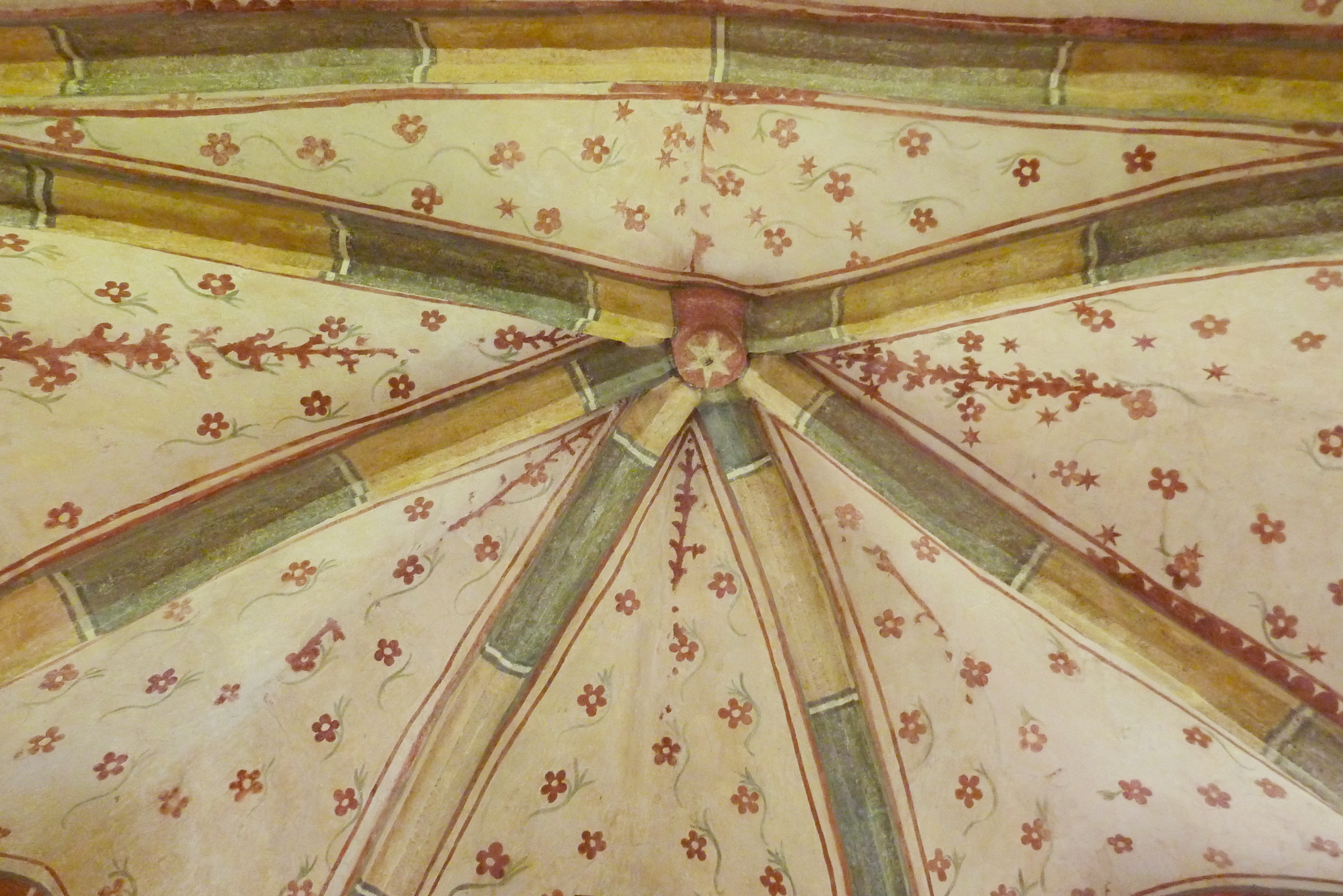
Gewelfbeschildering
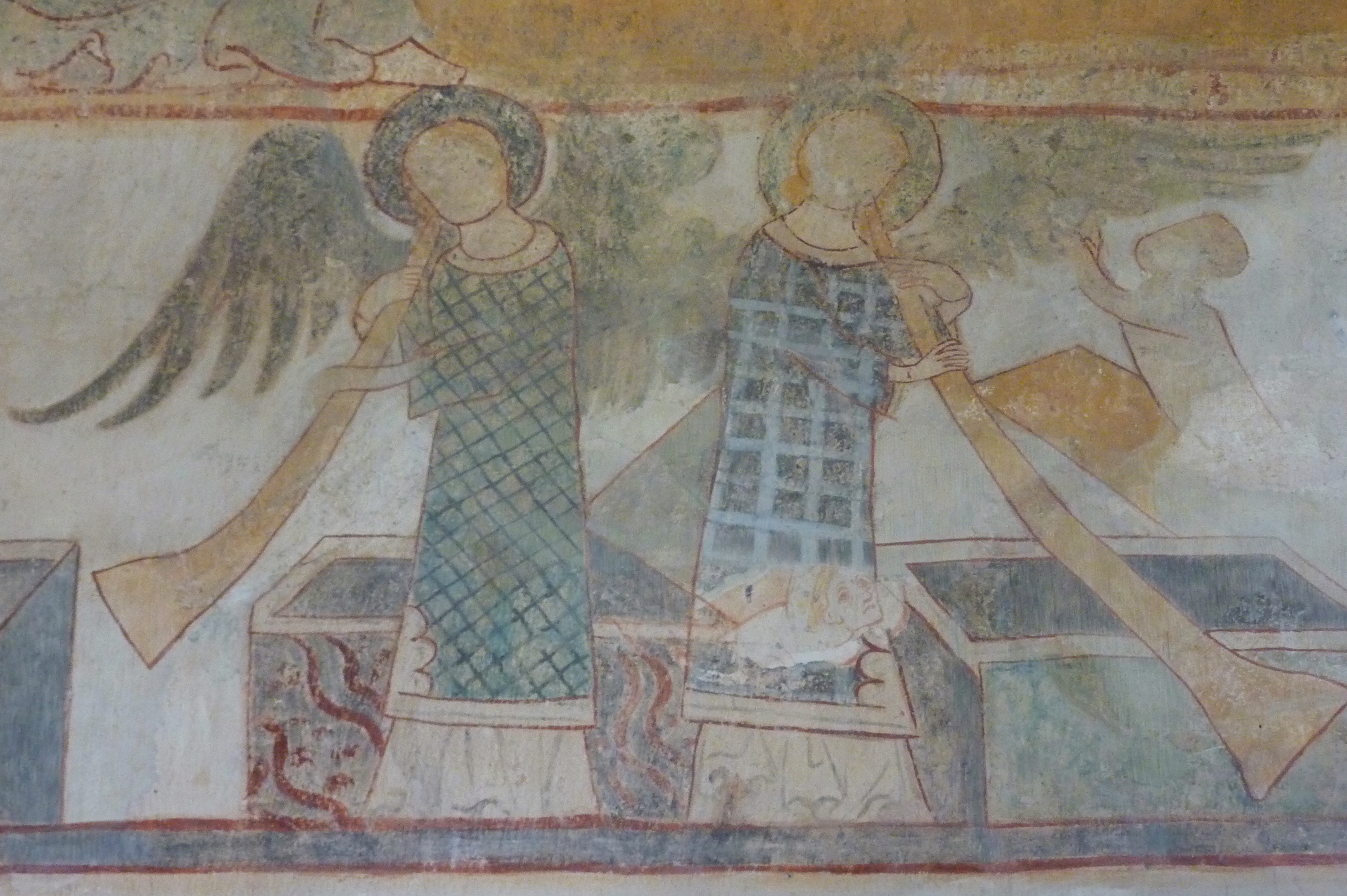
Engelen
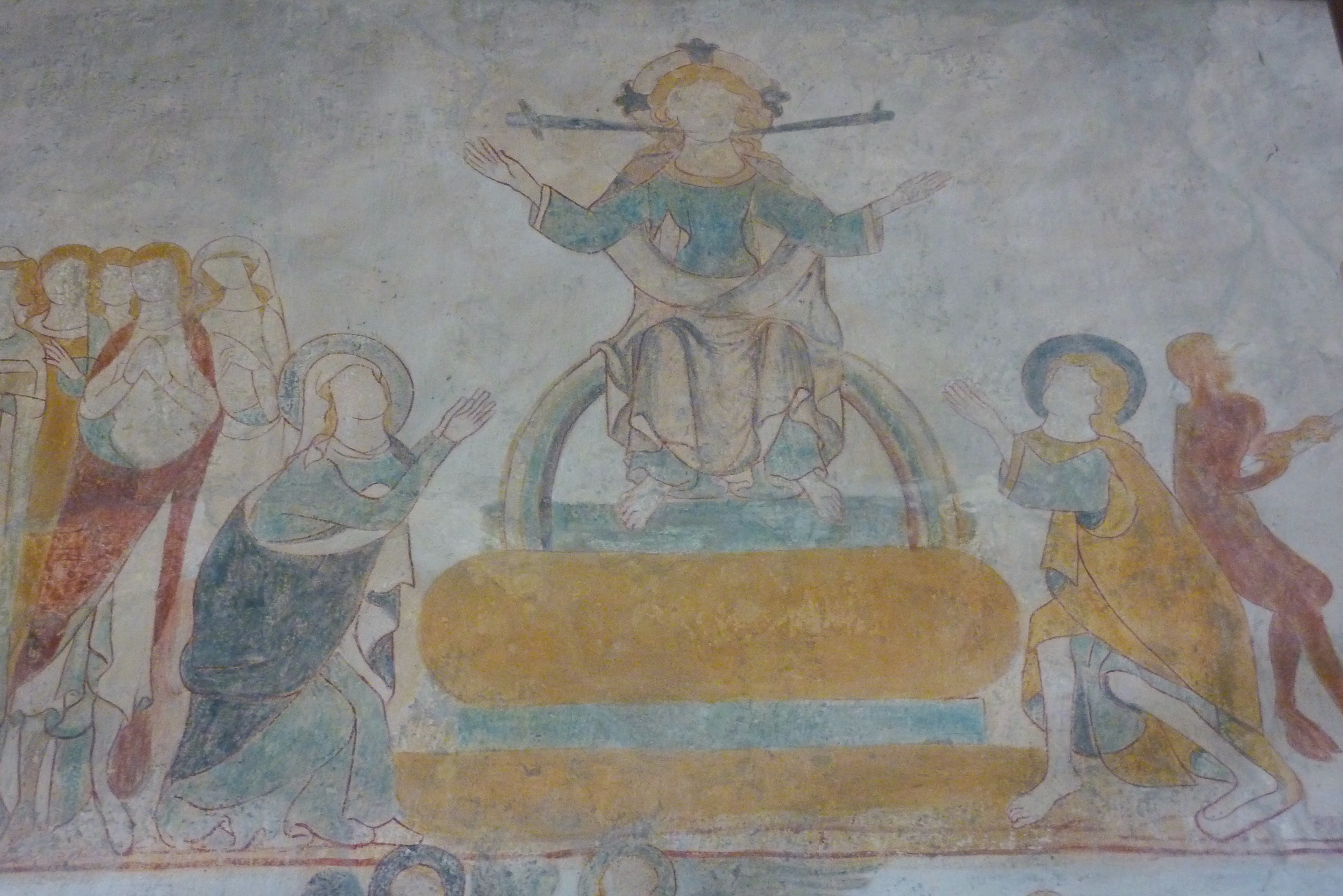
Christus als rechter
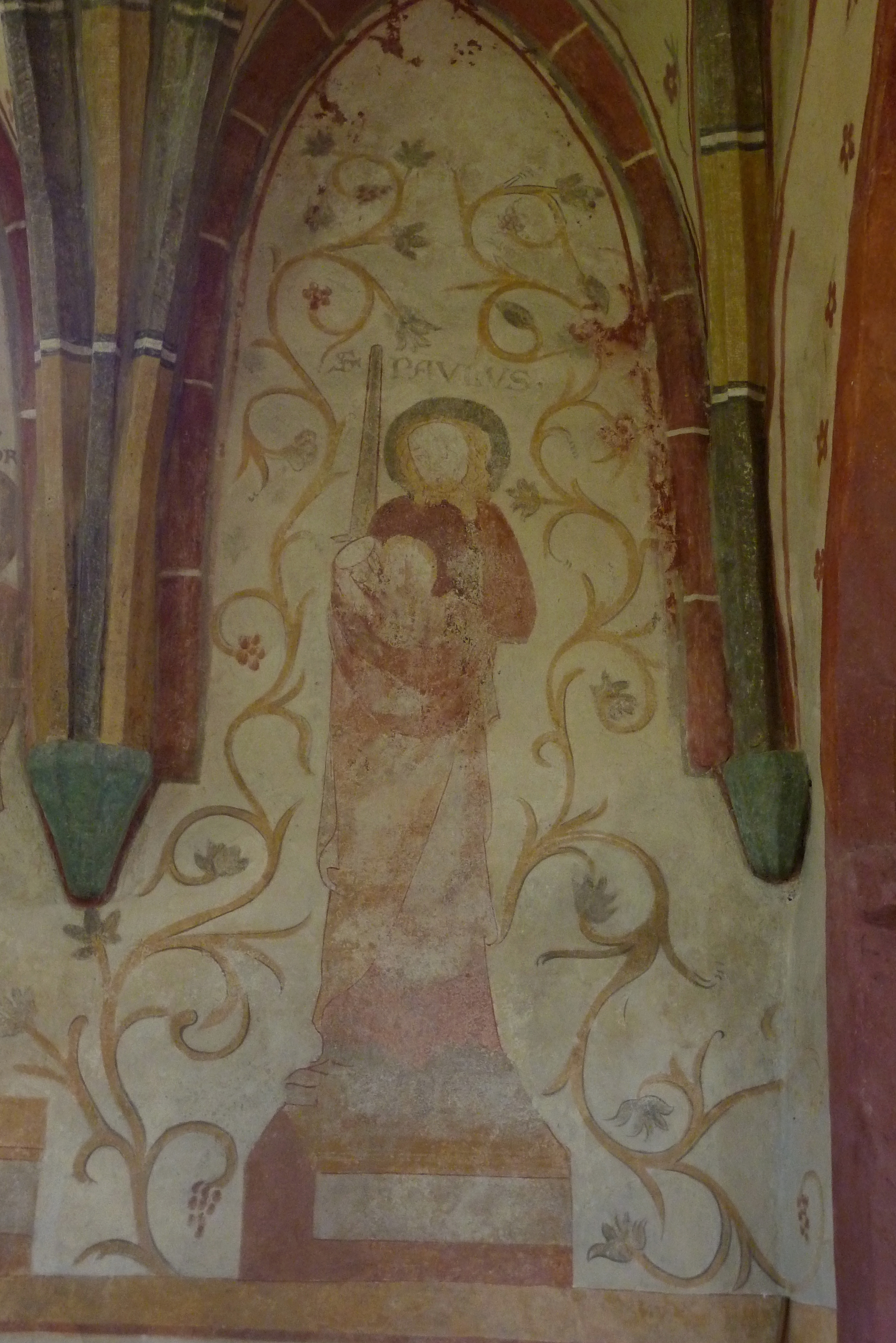
de apostel Paulus
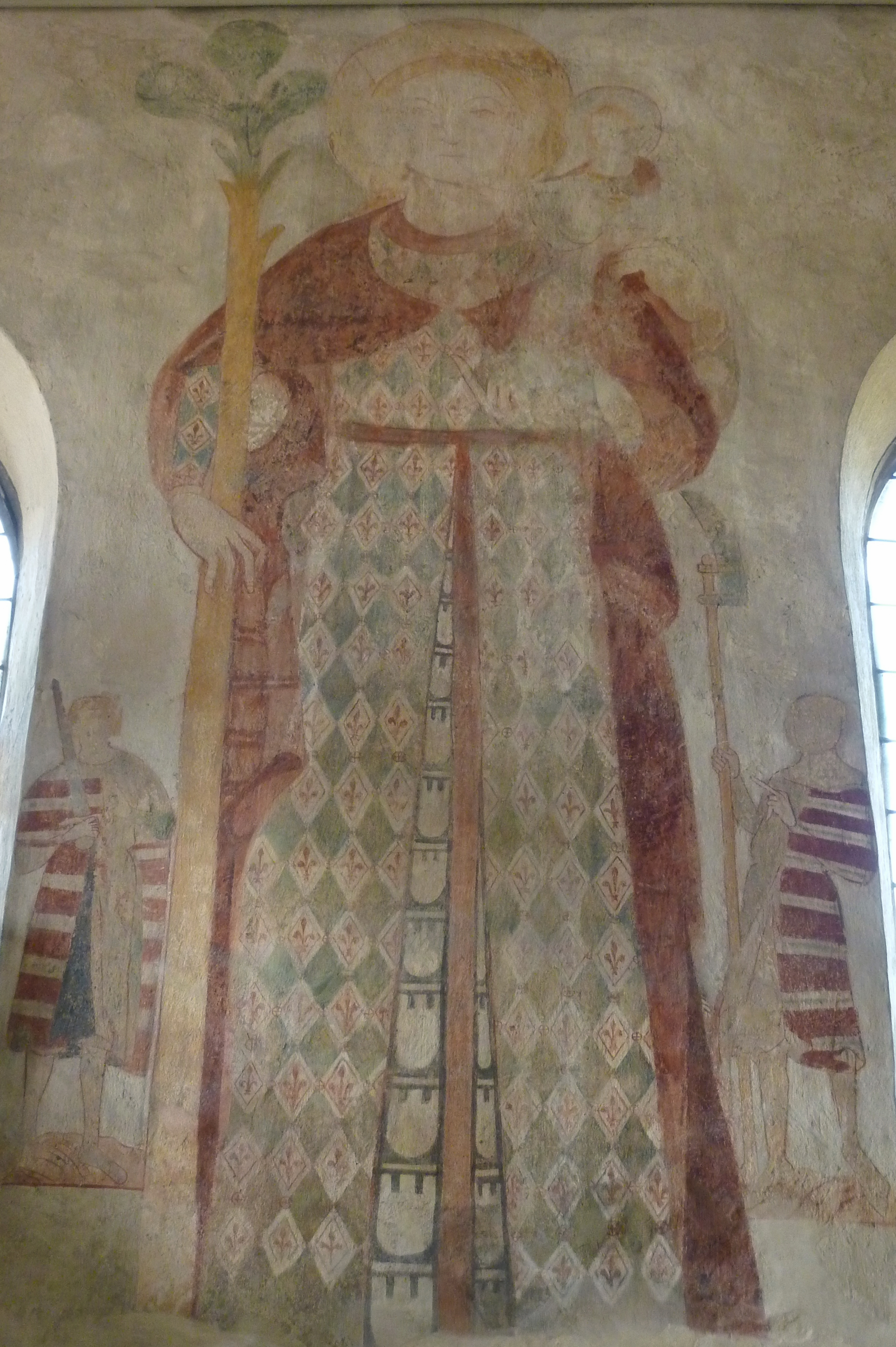
Sint-Christoffel

## Koorvloer
In het koor liggen nog de oude vloertegels, die uit de tweede helft van de 13e eeuw stammen. Vermoedelijk lagen ze oorspronkelijk in het kerkschip, waar ze in de jaren 1919-1920 werden verwijderd. Een deel van die tegels werd voor de vloer van het koor opnieuw gebruikt. Op de tegels van rode, grijze en grijszwarte klei worden o.a. een adelaar in een cirkel, een leeuw,  een zevenpuntige ster in een cirkel, een lelie in een driehoek of in de hoeken afgebeeld.